# Història del budisme

Expansió del budisme, des del cor al nord de l'Índia (taronja fosc) al fins als territoris de majoria budista (taronja) i la seva extensió màxima (groc). Mahayana (sageta vermella), Theravada (sageta groga), i Vajrayana (sageta blava).

La història del budisme es remunta al segle V aC. El budisme va sorgir a l'antiga Índia (actual Lumbini, Nepal), al voltant de l'antic Regne de Magadha, i es basa en els ensenyaments de Siddhārtha Gautama. La religió va evolucionar a mesura que es va estendre des de la regió nord-est del subcontinent indi per tot l'Àsia central, oriental i sud-est. En un moment o altre, va influir en la major part d'⁣Àsia.
La història del budisme també es caracteritza pel desenvolupament de nombrosos moviments, cismes i escoles filosòfiques, entre elles les tradicions Theravāda, Mahāyāna i Vajrayāna, amb períodes contrastats d'expansió i retirada.

## Fundació

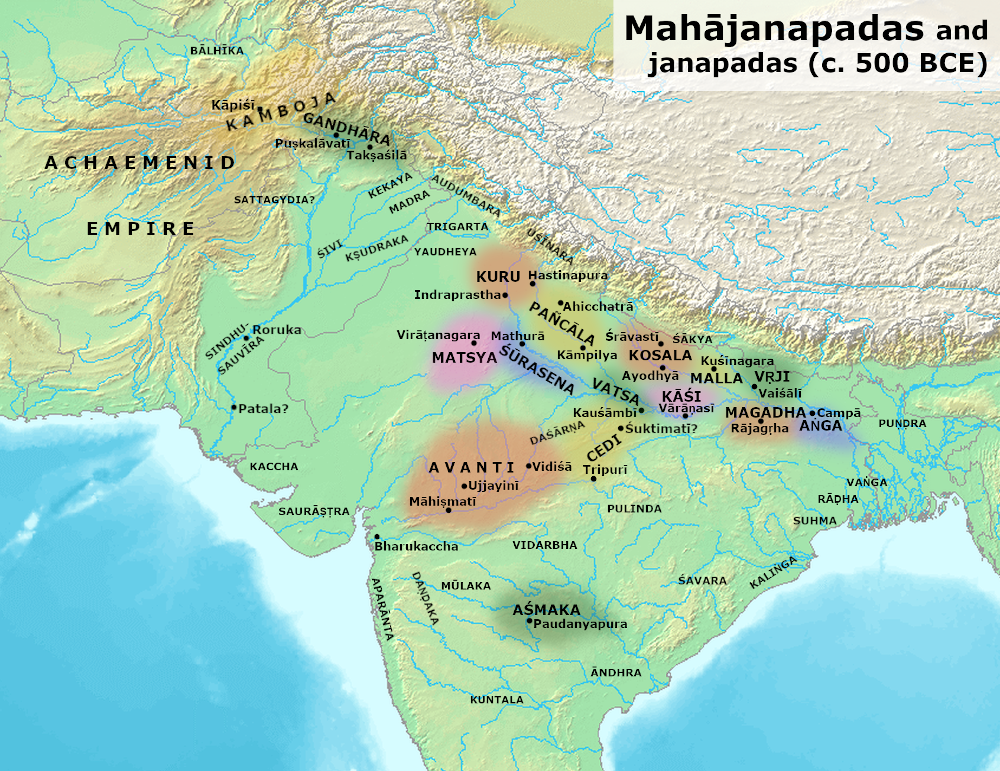
Els Mahajanapades eren els setze regnes i repúbliques més poderosos i extensos durant la vida de Buda (563–483 aC), situats principalment a les fèrtils planes indogangètiques, també hi havia una sèrie de regnes més petits que s'estenien al llarg i ample de l'Índia antiga.

Siddharta Gautama (segle V. aC) va ser el fundador històric del budisme. Les primeres fonts afirmen que va néixer a la petita República Shakya (pali: Sakya), que formava part del regne Kosala de l'antiga Índia, ara a l'actual Nepal. Així, també se'l coneix com el Shakyamuni (literalment: "El savi del clan Shakya").
Els primers textos budistes no contenen la vida de Buda, sinó que va ser després del 200 aC quan es van escriure diverses "biografies" amb molts adornaments mitològics. Tots els textos coincideixen, però, que Gautama va renunciar a la vida familiar i va viure com un ascètic sramana durant un temps estudiant amb diversos mestres, abans d'aconseguir el nirvana i el bodhi mitjançant la meditació.
Durant els 45 anys restants de la seva vida, va viatjar per la plana del Ganges del centre-nord de l'Índia (la regió del riu Ganges i els seus afluents), ensenyant la seva doctrina a una àmplia gamma de persones de diferents castes i iniciant els primers monjos budistes. Buda va enviar els seus deixebles per difondre l'ensenyament per l'Índia. També va iniciar una ordre de monges. Va instar els seus deixebles a ensenyar en la llengua o els dialectes locals. Va passar gran part de la seva vida a prop de les ciutats de Sāvatthī, Rājagaha i Vesālī (Skt. Śrāvastī, Rājagrha, Vāiśalī). En el moment de la seva mort, als 80 anys, tenia milers de seguidors.

## Budisme primerenc
Després de la mort de Buda, la comunitat monàstica va romandre centrada a la vall del Ganges, estenent-se gradualment des del seu antic centre. Les fonts canòniques registren diversos consells, on els monjos Sangha recitaven i organitzaven els ensenyaments de Buda transmesos oralment i resolien certs problemes disciplinaris a la comunitat. Els estudis moderns han qüestionat l'exactitud i la historicitat d'aquests relats tradicionals. Segons la tradició, el primer consell budista es va celebrar just després del Parinirvana de Buda i va ser presidit per Mahakashyapa, un dels seus principals deixebles, a Rājagṛha (l'actual Rajgir) amb el suport del rei Ajāthaśatru.
La religió es va desenvolupar mentre s'estenia des de la regió nord-est del subcontinent indi a través de l'Àsia central, Est i Sud-est, influint en la major part del continent asiàtic. La història del budisme també es caracteritza pel desenvolupament de nombrosos moviments, cismes i escoles, entre elles les tradicions theravada, mahayana i vajrayana, en contrast amb els períodes d'expansió i retrocés.
Després d'un període inicial d'unitat, les divisions de la comunitat monàstica van conduir al primer cisma entre els Sthavira i els Mahasamghika per desacords sobre els punts la disciplina monàstica. Amb el pas del temps, aquestes dues fraternitats monàstiques es dividirien en diverses escoles budistes primerenques. Els Sthavira van donar a llum un gran nombre d’escoles influents, incloent-hi el Sarvāstivāda, el Pudgalavāda, els Dharmaguptakas i els Vibhajyavāda. Els Mahasamghika van desenvolupar les seves pròpies escoles i doctrines en textos com el Mahavastu, associat amb el Lokottaravāda, que creien que tots els actes de Buda Gautama eren "transcendentals" o "supramundans", fins i tot aquells realitzats abans de la seva budeïtat.
Al segle III aC, alguns budistes van començar a introduir noves ensenyances sistematitzades anomenades Abhidharma, una exposició doctrinal sistemàtica que va intentar analitzar tota experiència en els seus components finals, esdeveniments fenomenals o processos anomenats dharma i diferia entre les escoles budistes que no estaven d'acord en els punts de doctrina.

## L'expansió des de l'Índia

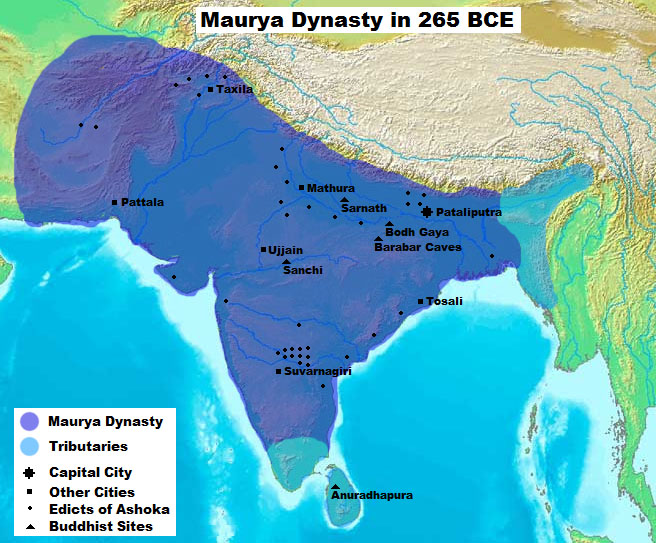
L'Imperi Maurya sota l'emperador Aśoka va ser el primer gran estat budista del món. Va establir hospitals gratuïts i educació gratuïta i va promoure els drets humans. Hi havia territoris de l'Imperi Maurya conceptualitzats com a àrees centrals o xarxes lineals separades per grans regions autònomes segons es pot veure en els treballs d'erudits com ara els historiadors Hermann Kulke i Dietmar Rothermund; Burton Stein ; David Ludden; i Romila Thapar ; els antropòlegs Monica L. Smith i Stanley Tambiah ; l'arqueòleg Robin Coningham ; i el demògraf històric Tim Dyson.

El budisme es va expandir ràpidament per l'Índia gràcies als missioners que, enviats pel rei Aixoka, el van escampar tant al sud com al nord-oest del subcontinent. D'acord amb escrits del període del rei Aixoka, també es van enviar missioners als països mediterranis, però sense resultats satisfactoris.
Al rei Aixoka, al seu fill Mahinda i a la seua filla Sanghamitta se'ls relaciona directament amb la conversió de Sri Lanka al budisme. Des del començament del seu regnat, el budisme Theravada va esdevenir la religió oficial d'aquest país. D'acord amb la tradició, durant el regnat d'Aixoka les doctrines de l'escola Theravada haurien estat dutes a Birmània des de Sri Lanka, encara que no hi ha constància fins al segle v. Durant el segle vi, el budisme Theravada es va estendre des de Birmània fins a l'actual Tailàndia. La religió va ésser adoptada pels tailandesos quan, van arribar-hi des del sud-oest xinès, entre els segles xii i xiv. Quan va néixer el regne de Tailàndia, el budisme Theravada va ésser adoptat com a religió oficial. Durant el segle xiv la casa reial de Laos va fer el mateix.
Cap al segle I dC el budisme va ésser portat a l'Àsia central i des d'allà, i durant aquest mateix segle, va entrar a la Xina seguint la ruta de la seda. Tot i que va patir l'oposició del confucianisme (va patir severes persecucions l'any 446, el període 574-577 i l'any 845), el budisme va consolidar-se i va influir amb força a la cultura xinesa, adaptant-se als costums del país. El període de més influència del budisme xinès va acabar amb la gran persecució de l'any 845. Malgrat això, els grups Zen (o Ch'an), enfocats en la meditació (del sànscrit dhyana, "meditació"), i de la Terra Pura (que posen més èmfasi a la devoció) continuaren essent importants.
Des de la Xina, el budisme va continuar la seua expansió asiàtica. Les autoritats del confucianisme no volien que entrés al Vietnam, però la influència mahayana s'hi feia sentir des de feia molt de temps, aproximadament des de l'any 189. D'acord amb alguns testimonis, el budisme va arribar per primera vegada a Corea (des de la Xina), el 372. Des de llavors, i a causa de la forta influència que durant segles hi va tenir la Xina, Corea es va anar convertint gradualment.
Tant el budisme mahayana com l'hinduisme van començar a influir a Cambodja al final del segle ii. Tanmateix, després del segle xiv, i sota la influència tailandesa, el budisme Theravada va anar esdevenint de manera gradual la religió amb més força a Cambodja.
El budisme va ésser portat al Japó des de Corea. Tot i que els japonesos ja tenien coneixement d'aquesta doctrina, el 552 es considera l'any de la seua introducció oficial al país. El 594, el regent Shotoku Taishi el va declarar la religió oficial del Japó.
El budisme va arribar al Tibet al començament del segle vii per influència de les esposes estrangeres del rei d'aquell moment. A mitjans del segle viii, ja tenia molta influència a la cultura tibetana. Un personatge que va tenir un gran protagonisme per al creixement del budisme tibetà va ésser el monjo hindú Padma Sambhava, el qual va arribar al Tibet l'any 747. Volia escampar el budisme tàntric, i aquest va acabar essent el més difós al Tibet. Tant els budistes xinesos com els indis competien per la influència de la seua religió al Tibet, fins que al final del segle viii els xinesos van ésser vençuts i expulsats del país. Aproximadament set segles més tard, els budistes tibetans havien adoptat la idea que els abats dels grans monestirs eren la reencarnació de famosos bodhisattves. Arran d'això, l'abat principal va ésser conegut com a dalai-lama. Des de mitjan segle xvii fins a 1950, any que la Xina va conquerir el Tibet, els dalai-lames van dirigir el Tibet com una teocràcia.

## Nous grups i escoles
Tant a la Xina com al Japó i a tota l'Àsia occidental es van crear i desenvolupar importants grups budistes, essent-ne els més influents el Zen (també anomenat Ch'an) i el de la Terra Pura (o Amidisme).
L'escola Zen practica la meditació com a camí per trobar intuïtivament i de sobte el buda intern. Va ésser fundada pel monjo hindú Bodhidharma (el qual va arribar a la Xina l'any 520) i dona més importància a la il·luminació que no pas a l'aspecte doctrinal o a l'estudi de les escriptures.
En comptes de meditar, la doctrina de la Terra Pura subratllava la fe i la devoció cap a Amitaba (o Buda de la Llum Infinita) i això feia renéixer en un paradís etern conegut com la Terra Pura. Més que ser el premi per la pietat i la bondat dels humans, renéixer a aquest paradís depenia de la gràcia i del poder d'Amitaba. Els devots mostraven la seua devoció a Amitaba per mitjà de la incessant repetició de la frase "Homenatge a Buda Amitaba" i, el fet de dir aquestes paraules sincerament, podia ésser prou per garantir l'entrada a la Terra Pura.
Una important secta japonesa del budisme mahayana és la Nichiren i que rep aquest nom en honor de qui la va fundar al segle xiii. Aquesta secta creia que al Sutra del Lotus hi havia l'essència dels ensenyaments de Buda. El seu contingut pot ésser resumit amb la frase Homenatge al Sutra del Lotus, la qual, i a força de repetir-la, permetia als devots assolir la il·luminació.
| Desenvolupament de les tradicions búdiques (450 aC – 1300 dC)                                      |                                         |                               |                               |                                       |                                       |                                       |                                       |                                       |                |                |                |
| |                                         |                               |                               |                                       |                                       |                                       |                                       |                                       |                |                |                |
| | 450 aC                                  | 450 aC                        | 250 aC                        | 100                                   | 100                                   | 500                                   | 500                                   | 700                                   | 800            | 800            | 1200           |
| |                                         |                               |                               |                                       |                                       |                                       |                                       |                                       |                |                |                |
| Índia                                                                                              | primera sangha                          |                               |                               |                                       |                                       |                                       |                                       |                                       |                |                |                |
| Índia                                                                                              | primera sangha                          | escoles búdiques primerenques | escoles búdiques primerenques | escoles búdiques primerenques         | escoles búdiques primerenques         | mahayana                              | mahayana                              | vajrayana                             | vajrayana      | vajrayana      |                |
| Índia                                                                                              | primera sangha                          | escoles búdiques primerenques | escoles búdiques primerenques | escoles búdiques primerenques         | escoles búdiques primerenques         |                                       |                                       |                                       |                |                |                |
| Índia                                                                                              | primera sangha                          |                               |                               |                                       |                                       |                                       |                                       |                                       |                |                |                |
| Índia                                                                                              | primera sangha                          |                               |                               |                                       |                                       |                                       |                                       |                                       |                |                |                |
| |                                         |                               |                               |                                       |                                       |                                       |                                       |                                       |                |                |                |
| Sri Lanka i Sud-est asiàtic                                                                        |                                         |                               | budisme theravada             | budisme theravada                     |                                       |                                       |                                       |                                       |                |                |                |
| Sri Lanka i Sud-est asiàtic                                                                        |                                         |                               |                               |                                       |                                       |                                       |                                       |                                       |                |                |                |
| Sri Lanka i Sud-est asiàtic                                                                        |                                         |                               |                               |                                       |                                       |                                       |                                       |                                       |                |                |                |
| |                                         |                               |                               |                                       |                                       |                                       |                                       |                                       |                |                |                |
| Àsia central                                                                                       |                                         |                               | grecobudisme                  | grecobudisme                          | grecobudisme                          | grecobudisme                          |                                       | budisme tibetà                        | budisme tibetà | budisme tibetà | budisme tibetà |
| Àsia central                                                                                       |                                         |                               |                               |                                       |                                       |                                       |                                       | budisme tibetà                        | budisme tibetà | budisme tibetà | budisme tibetà |
| Àsia central                                                                                       | expansió a través de la ruta de la seda |                               |                               |                                       |                                       |                                       |                                       | budisme tibetà                        | budisme tibetà | budisme tibetà | budisme tibetà |
| |                                         |                               |                               |                                       |                                       |                                       |                                       |                                       |                |                |                |
| Àsia oriental                                                                                      |                                         |                               |                               | chan, tendai, amidisme, zen, nichiren | chan, tendai, amidisme, zen, nichiren | chan, tendai, amidisme, zen, nichiren | chan, tendai, amidisme, zen, nichiren | chan, tendai, amidisme, zen, nichiren | shingon        | shingon        | shingon        |
| Àsia oriental                                                                                      |                                         |                               |                               | chan, tendai, amidisme, zen, nichiren | chan, tendai, amidisme, zen, nichiren | chan, tendai, amidisme, zen, nichiren | chan, tendai, amidisme, zen, nichiren | chan, tendai, amidisme, zen, nichiren |                |                |                |
| |                                         |                               |                               |                                       |                                       |                                       |                                       |                                       |                |                |                |
| | 450 aC                                  | 450 aC                        | 250 aC                        | 100                                   | 100                                   | 500                                   | 500                                   | 700                                   | 800            | 800            | 1200           |
| \| \| Llegenda: \| \| = tradició theravada \| \| = tradició mahayana \| \| = tradició vajrayana \| |                                         |                               |                               |                                       |                                       |                                       |                                       |                                       |                |                |                |
| | Llegenda:                               |                               | = tradició theravada          |                                       | = tradició mahayana                   |                                       | = tradició vajrayana                  |                                       |                |                |                |